# Pepo Scherman
Pepo Scherman (Ronda, Màlaga, 1 de maig de 1971) és un enginyer de so andalús, molt conegut en la música espanyola i que ha treballat amb una gran part dels artistes espanyols més populars. Reconegut amb tres Grammys pel disc No es lo mismo d'Alejandro Sanz i amb un premi de la música pel disc de Miguel Bosé Papito. Encara que ha creat aquests èxits com a enginyer la seva posició sempre ha estat ser músic.

## Trajectòria
És fill de pare espanyol i mare sud-africana. Va començar a fer les seves primeres cançons i a gaudir escoltat alguna cosa pròpia. La composició li dona a descobrir un nou món ple d'emocions. Acabats els estudis de batxillerat, es va traslladar de Benalmádena a Madrid per estudiar la carrera de Ciències de la informació. Quan es va llicenciar en la branca d'imatge i so, va entrar a treballar en els estudis de la discogràfica de Pep's Records on realitza un apranentage i més tard els seus primers treballs com enginyer de so. Aquí va conèixer José Miguel Fernández Sastrón, Fernando Sancho, Lulo Pérez i Augusto Algueró entre d'altres. Durant quatre anys de treballar allà també va col·laborar en altres estudis com Fonoelàstica i Sonomedia.
A principis de l'any 2000 va entrar a treballar en els estudis Sintonia de Madrid amb en Paco Pérez, Juan González i Gonzalo Castro en el departament de música. Aquí va treballar amb artistes molt coneguts com a Miguel Bosé, Alejandro Sanz, Andrés Calamaro, Bertín Osborne o Ketama entre d'altres. En aquest període va viatjar a Londres per ajuntar-se a l'estudi de Greg Walsh en el concert de Girados d'Ana Torroja i Miguel Bosé. També va realitzar gravacions de doblatge i adaptacions al castellà en pel·lícules Monsters, Inc.. L'any 2004 es va independitzar de sintonia per treballar com a freelance per a productors com Miguel Ángel Arenas, Lulo Pérez, Chris Cameron i Joan Valent. Aquest mateix any va rebre tres Grammy Llatins per la seva col·laboració en l'àlbum No es lo mismo de n'Alejandro Sanz. Posteriorment va viatjar a Londres per treballar amb Bosé i a Cuba per Sanz. Manté una estreta relació amb Bosé, amb qui treballa pels àlbums Papito (2007) i  Cardio (2009). Pel primer fou nominat novament a tres Latin Grammy. En 2015 fou nominat novament als Grammy Llatins com a enginyer de so del disc Amo de Miguel Bosé.

## Obres
- Pa llorar de momento
- Lavas lamp
- Tierra
- Barrunto